# Marius Wolf
Marius Wolf (Coburgo, 27 maggio 1995) è un calciatore tedesco, centrocampista dell'Augusta.

## Caratteristiche tecniche
È un esterno destro dotato tecnicamente e fisicamente, un giocatore duttile e versatile su tutta la fascia destra.
Abile nell'uno contro uno nel dribbling e a servire assist ai compagni.

## Carriera

### Club
Ha esordito il 26 ottobre 2014 con la maglia del Monaco 1860 in un match perso 2-1 contro l'Eintracht Braunschweig.
Con l'Eintracht Francoforte vince il primo titolo della sua carriera, la Coppa di Germania vinta contro il Bayern Monaco con un clamoroso 3 - 1.
Il 1º luglio del 2018 viene acquistato per 5 milioni di euro dal Borussia Dortmund. Il 2 settembre 2019, viene ceduto in prestito all'Hertha Berlino.

### Nazionale
Nel marzo del 2023, viene convocato per la prima volta con la nazionale maggiore tedesca, in vista delle amichevoli contro Perù e Belgio, esordendo nel successo per 2-0 contro i peruviani.

## Statistiche

### Presenze e reti nei club
Statistiche aggiornate al 18 maggio 2024.
| Stagione                     | Squadra                      | Campionato                   | Campionato | Campionato | Coppe nazionali | Coppe nazionali | Coppe nazionali | Coppe continentali | Coppe continentali | Coppe continentali | Altre coppe | Altre coppe | Altre coppe | Totale | Totale | Totale |
| Stagione                     | Squadra                      | Comp                         | Pres       | Reti       | Comp            | Pres            | Reti            | Comp               | Pres               | Reti               | Comp        | Pres        | Reti        | Pres   | Reti   |        |
| ---------------------------- | ---------------------------- | ---------------------------- | ---------- | ---------- | --------------- | --------------- | --------------- | ------------------ | ------------------ | ------------------ | ----------- | ----------- | ----------- | ------ | ------ | ------ |
| 2014-2015                    | Monaco 1860                  | ZL                           | 23+2       | 2          | CG              | 1               | 0               | -                  | -                  | -                  | -           | -           | -           | 26     | 2      |        |
| 2015-gen. 2016               | Monaco 1860                  | ZL                           | 16         | 3          | CG              | 2               | 0               | -                  | -                  | -                  | -           | -           | -           | 18     | 3      |        |
| Totale Monaco 1860           | Totale Monaco 1860           | Totale Monaco 1860           | 39+2       | 5          |                 | 3               | 0               |                    | -                  | -                  |             | -           | -           | 44     | 5      |        |
| gen.-giu. 2016               | Hannover 96                  | BL                           | 2          | 0          | CG              | -               | -               | -                  | -                  | -                  | -           | -           | -           | 2      | 0      |        |
| 2016-gen. 2017               | Hannover 96                  | BL                           | 0          | 0          | CG              | 0               | 0               | -                  | -                  | -                  | -           | -           | -           | 0      | 0      |        |
| Totale Hannover 96           | Totale Hannover 96           | Totale Hannover 96           | 2          | 0          |                 | 0               | 0               |                    | -                  | -                  |             | -           | -           | 2      | 0      |        |
| gen.-giu. 2017               | Eintracht Francoforte        | BL                           | 3          | 0          | CG              | 1               | 0               | -                  | -                  | -                  | -           | -           | -           | 4      | 0      |        |
| 2017-2018                    | Eintracht Francoforte        | BL                           | 28         | 5          | CG              | 6               | 1               | -                  | -                  | -                  | -           | -           | -           | 34     | 6      |        |
| Totale Eintracht Francoforte | Totale Eintracht Francoforte | Totale Eintracht Francoforte | 31         | 5          |                 | 7               | 1               |                    | -                  | -                  |             | -           | -           | 38     | 6      |        |
| 2018-2019                    | Borussia Dortmund            | BL                           | 16         | 1          | CG              | 1               | 0               | UCL                | 4                  | 0                  | -           | -           | -           | 21     | 1      |        |
| 2019-2020                    | Borussia Dortmund            | BL                           | 0          | 0          | CG              | 0               | 0               | UCL                | -                  | -                  | SG          | 1           | 0           | 1      | 0      |        |
| 2019-2020                    | Hertha Berlino               | BL                           | 21         | 1          | CG              | 1               | 0               | -                  | -                  | -                  | -           | -           | -           | 22     | 1      |        |
| ago.2020                     | Borussia Dortmund            | BL                           | 0          | 0          | CG              | 0               | 0               | UCL                | -                  | -                  | SG          | 0           | 0           | 0      | 0      |        |
| 2020-2021                    | Colonia                      | BL                           | 31+2       | 2          | CG              | 2               | 0               | -                  | -                  | -                  | -           | -           | -           | 35     | 2      |        |
| 2021-2022                    | Borussia Dortmund            | BL                           | 27         | 3          | CG              | 1               | 0               | UCL+UEL            | 5+1                | 0+0                | SG          | 1           | 0           | 35     | 3      |        |
| 2022-2023                    | Borussia Dortmund            | BL                           | 25         | 1          | CG              | 3               | 0               | UCL                | 4                  | 0                  | -           | -           | -           | 32     | 1      |        |
| 2023-2024                    | Borussia Dortmund            | BL                           | 22         | 0          | CG              | 3               | 0               | UCL                | 6                  | 0                  | -           | -           | -           | 31     | 0      |        |
| Totale Borussia Dortmund     | Totale Borussia Dortmund     | Totale Borussia Dortmund     | 90         | 5          |                 | 8               | 0               |                    | 20                 | 0                  |             | 2           | 0           | 120    | 5      |        |
| Totale carriera              | Totale carriera              | Totale carriera              | 228        | 18         |                 | 21              | 1               |                    | 20                 | 0                  |             | 2           | 0           | 271    | 19     |        |

### Cronologia presenze e reti in nazionale
| Cronologia completa delle presenze e delle reti in nazionale ― Germania | Cronologia completa delle presenze e delle reti in nazionale ― Germania | Cronologia completa delle presenze e delle reti in nazionale ― Germania | Cronologia completa delle presenze e delle reti in nazionale ― Germania | Cronologia completa delle presenze e delle reti in nazionale ― Germania | Cronologia completa delle presenze e delle reti in nazionale ― Germania | Cronologia completa delle presenze e delle reti in nazionale ― Germania | Cronologia completa delle presenze e delle reti in nazionale ― Germania |
| Data                                                                    | Città                                                                   | In casa                                                                 | Risultato                                                               | Ospiti                                                                  | Competizione                                                            | Reti                                                                    | Note                                                                    |
| ----------------------------------------------------------------------- | ----------------------------------------------------------------------- | ----------------------------------------------------------------------- | ----------------------------------------------------------------------- | ----------------------------------------------------------------------- | ----------------------------------------------------------------------- | ----------------------------------------------------------------------- | ----------------------------------------------------------------------- |
| 25-3-2023                                                               | Magonza                                                                 | Germania                                                                | 2 – 0                                                                   | Perù                                                                    | Amichevole                                                              | -                                                                       |                                                                         |
| 28-3-2023                                                               | Colonia                                                                 | Germania                                                                | 2 – 3                                                                   | Belgio                                                                  | Amichevole                                                              | -                                                                       | 80’                                                                     |
| 12-6-2023                                                               | Brema                                                                   | Germania                                                                | 3 – 3                                                                   | Ucraina                                                                 | Amichevole                                                              | -                                                                       | 62’                                                                     |
| 16-6-2023                                                               | Varsavia                                                                | Polonia                                                                 | 1 – 0                                                                   | Germania                                                                | Amichevole                                                              | -                                                                       | 87’                                                                     |
| 20-6-2023                                                               | Gelsenkirchen                                                           | Germania                                                                | 0 – 2                                                                   | Colombia                                                                | Amichevole                                                              | -                                                                       | 46’                                                                     |
| Totale                                                                  |                                                                         | Presenze                                                                | 5                                                                       |                                                                         | Reti                                                                    | 0                                                                       |                                                                         |

## Palmarès
- Coppa di Germania: 1

Eintracht Francoforte: 2017-2018
- Supercoppa di Germania: 1

Borussia Dortmund: 2019